# Zazenkai
Zazenkai – w zen jednodniowe spotkanie w celu odbycia wspólnej medytacji zazen, wysłuchania wykładu i uzyskania dokusan.